# Тулий Менофил
Тулий Менофил (на латински: Tullius Menophilus; * 238; † 241) е генерал на Римската империя.
Менофил е голям пълководец по времето на Максимин Трак, Балбин, Пупиен и Гордиан III.
Тулий Менофил е управител на Долна Мизия през 238 – 241 г. През 238 г. народите даки, карпи и готи навлизат при Долен Дунав в Долна Мизия и стигат до Марцианопол. През 239 г. Тулий Менофил успява да накара готите да се оттеглят на другия бряг на Дунав, чрез връщане на пленниците и плащане на годишен данък.
През 241 г. е против Тимеситей, преториански префект на Гордиан III.